# Elliot Williams
Elliot Jerell Williams (Memphis, 20 giugno 1989) è un ex cestista statunitense.

## Carriera
È stato selezionato dai Portland Trail Blazers al primo giro del Draft NBA 2010 (22ª scelta assoluta).
Ha saltato l'intera stagione 2010-11 a causa di un infortunio al ginocchio; l'anno seguente nonostante vari problemi fisici è riuscito a giocare 24 partite a 3,7 punti di media a partita, salvo poi saltare anche l'intera stagione 2012-13 a causa di un grave infortunio dal tendine d'Achille.

## Statistiche

### College
| Anno      | Squadra          | PG | PT | MP   | TC%  | 3P%  | TL%  | RP  | AP  | PRP | SP  | PP   |
| --------- | ---------------- | -- | -- | ---- | ---- | ---- | ---- | --- | --- | --- | --- | ---- |
| 2008-2009 | Duke Blue Devils | 34 | 12 | 16,6 | 44,1 | 25,0 | 50,0 | 2,3 | 0,7 | 0,6 | 0,0 | 4,2  |
| 2009-2010 | Memphis Tigers   | 34 | 34 | 33,3 | 45,9 | 36,6 | 75,8 | 4,0 | 3,8 | 1,3 | 0,1 | 17,9 |
| Carriera  | Carriera         | 68 | 46 | 24,9 | 45,4 | 34,5 | 71,9 | 3,1 | 2,2 | 1,0 | 0,1 | 11,1 |

### NBA

#### Regular Season
| Anno      | Squadra             | PG  | PT | MP   | TC%  | 3P%  | TL%  | RP  | AP  | PRP | SP  | PP  |
| --------- | ------------------- | --- | -- | ---- | ---- | ---- | ---- | --- | --- | --- | --- | --- |
| 2011-2012 | Portland T. Blazers | 24  | 0  | 6,2  | 50,0 | 29,6 | 33,3 | 0,8 | 0,3 | 0,3 | 0,1 | 3,7 |
| 2013-2014 | Philadelphia 76ers  | 67  | 2  | 17,3 | 41,5 | 29,6 | 73,1 | 1,9 | 1,1 | 0,5 | 0,0 | 6,0 |
| 2014-2015 | Utah Jazz           | 5   | 0  | 8,4  | 46,2 | 71,4 | 50,0 | 0,6 | 0,8 | 0,4 | 0,0 | 3,6 |
| 2014-2015 | N.O. Pelicans       | 8   | 0  | 9,6  | 33,3 | 27,3 | 0,0  | 0,6 | 1,0 | 0,3 | 0,0 | 2,4 |
| 2015-2016 | Memphis Grizzlies   | 5   | 0  | 9,0  | 20,0 | 25,0 | 75,0 | 0,8 | 0,8 | 0,0 | 0,0 | 1,6 |
| Carriera  | Carriera            | 109 | 2  | 13,5 | 42,1 | 31,0 | 66,9 | 1,5 | 0,9 | 0,4 | 0,1 | 4,9 |

### G League

#### Regular Season
| Anno       | Squadra        | PG | PT | MP   | TC%  | 3P%  | TL%  | RP  | AP  | PRP | SP  | PP   |
| ---------- | -------------- | -- | -- | ---- | ---- | ---- | ---- | --- | --- | --- | --- | ---- |
| 2013-2014  | Delaware 87ers | 1  | 1  | 40,7 | 35,7 | 25,0 | 88,9 | 5,0 | 5,0 | 1,0 | 0,0 | 19,0 |
| 2014-2015† | S.C. Warriors  | 29 | 25 | 36,0 | 47,4 | 37,4 | 72,9 | 4,8 | 7,4 | 1,2 | 0,1 | 21,3 |
| 2015-2016  | S.C. Warriors  | 21 | 21 | 41,0 | 49,1 | 34,3 | 78,9 | 6,8 | 6,0 | 1,1 | 0,2 | 28,4 |
| Carriera   | Carriera       | 51 | 47 | 38,2 | 48,0 | 35,8 | 76,5 | 5,6 | 6,8 | 1,2 | 0,1 | 24,2 |

#### Playoffs
| Anno     | Squadra       | PG | PT | MP   | TC%  | 3P%  | TL%  | RP  | AP  | PRP | SP  | PP   |
| -------- | ------------- | -- | -- | ---- | ---- | ---- | ---- | --- | --- | --- | --- | ---- |
| 2015†    | S.C. Warriors | 7  | 3  | 35,5 | 47,7 | 35,7 | 67,3 | 3,4 | 4,7 | 0,7 | 0,4 | 20,7 |
| Carriera | Carriera      | 7  | 3  | 35,5 | 47,7 | 35,7 | 67,3 | 3,4 | 4,7 | 0,7 | 0,4 | 20,7 |

### Eurolega
| Anno      | Squadra       | PG | PT | MP   | TC%  | 3P%  | TL%  | RP  | AP  | PRP | SP  | PP   |
| --------- | ------------- | -- | -- | ---- | ---- | ---- | ---- | --- | --- | --- | --- | ---- |
| 2015-2016 | Panathīnaïkos | 10 | 10 | 26,3 | 39,6 | 21,7 | 87,5 | 2,8 | 1,0 | 0,6 | 0,0 | 13,1 |
| Carriera  | Carriera      | 10 | 10 | 26,3 | 39,6 | 21,7 | 87,5 | 2,8 | 1,0 | 0,6 | 0,0 | 13,1 |

## Palmarès

### Squadra
- Campione NBDL (2015)
- Coppa di Grecia: 1

Panathinaikos: 2015-16

### Individuale
- McDonald's All-American Game (2008)
- NBDL Finals MVP (2015)
- All-NBDL Second Team (2015)